# Palaeocomatella
Genre
Palaeocomatella est un genre de crinoïde de la famille des Comatulidae (ordre des Comatulida).

## Liste des espèces
Selon World Register of Marine Species (8 avril 2015) :
- Palaeocomatella decora (AH Clark, 1912) -- Japon
- Palaeocomatella difficilis (Carpenter, 1888) -- Région Indonésie-Philippines
- Palaeocomatella hiwia McKnight, 1977 -- Pacifique ouest (Indonésie à Nouvelle-Zélande)